# Ivan I. Cimisk
Ivan I. Cimisk (grč. Ἰωάννης Τσıμıσϰῆς, Iōánnēs I Tzimiskēs)  (Carigrad, o. 924. – Carigrad, 10. siječnja 976.), bizantski car od 969. i najsposobniji bizantski vojskovođa svojega doba.

## Životopis
Bio je potomak armenske aristokratske obitelji. Sudjelovao je zajedno s caricom Teofano u umorstvu prethodnika Nikefora II. Foke, nakon čega ga je vojska izglasala za novoga cara. Međutim, carigradski patrijarh Polieukt nije ga htio okruniti za cara sve dok ne progna caricu Teofano i ne kazni careve ubojice, svoje pomagače. Tek kada je to učinio patrijarh ga je svečano okrunio za cara.
Kako bi zadovoljio princip legitimiteta vlast, Cimisk se oženio Teodorom, kćerkom caraKonstantina VII. i tetkom malodobnih carevića Bazilija i Konstantina, zbog čega je ujedno postao i njihovim skrbnikom i zaštitnikom.
Rodbina ubijenog cara, pod vodstvom njegova nećaka Barde Foke i kurpalata Lava Foke digla je pobunu protiv Cimiskove vlast, no ugušio ju je carev šurjak Barda Skler, te je zatvorio uzurpatora i njegovu obitelj u samostan na otoku Hiju, a kuropalatu Lava je dao oslijepiti.
Budući da je Kijevska Rus predstavljala veliku opasnost po Bizant, bilo sama ili u savezu s Bugarskom, Cimisk je odlučio organizirati ratni pohod protiv Bugarske. U travnju 971. godine, Cimisk je ostvario blistavu pobjedu nad bugarskom vojskom kod Velikog Preslava te osvojio bugarsku prijestolnicu i zarobio svrgnutog cara Borisa II. Odmah nakon toga pohitao je s vojskom prema podunavskom gradu Silistriji te je opkolio grad, a s Dunava ga je napadala bizantska flota bacajući grčku vatru. Nakon teških borbi, knez Svjatoslav se konačno predao u srpnju 971. godine, nakon čega je obećao da će se povući iz Bugarske, da se više neće pojavljivati na Balkanu i da će pomagati Bizantu u obrani od drugih neprijatelja. Tom velikom pobjedu, Bizant se riješio nezgodnog suparnika i ujedno stavio Bugarsku pod vlast Bizantskog Carstva.
Car Ivan Cimisk krenuo je 972. godine u rat protiv Arapa na istoku Carstva, gdje je od Fatimida osvojio 975. godine Siriju i dio Palestine. U Siriji se razbolio, vjerojatno od tifusa te se u Carigrad vratio u teškom stanju. Umro je početkom 976. godine, nakon samo šest godina vladavine, a naslijedio ga je sin cara Romana II., Bazilije II. Bugaroubojica s kojim je Carstvo doživjelo svoj drugi vrhunac.